# Extrême gauche

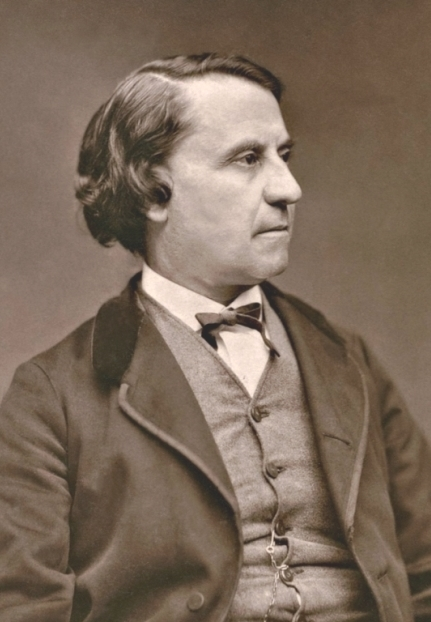
Louis Blanc (Foto Étienne Carjat)

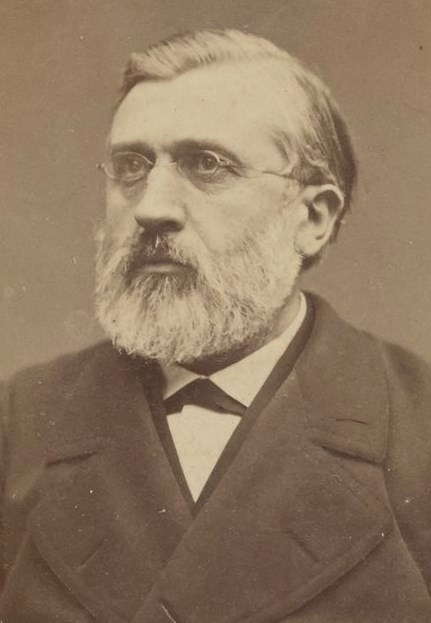
Désiré Barodet (Foto Étienne Carjat)

Die Extrême gauche (extreme Linke) war eine französische Parlamentsfraktion, die vor 1900 in der Dritten Republik in der Abgeordnetenkammer und im Senat bestand. Sie war Vorläuferin der 1901 gegründeten Parti républicain, radical et radical-socialiste.

## Geschichte
In der republikanischen Bewegung, die seit den Wahlen von 1876 die Mehrheit stellte, kam es zu Spannungen zwischen der eher linksgerichteten Union républicaine und den eher konservativen Républicains modérés. Louis Blanc gründete darauf mit 25 Abgeordneten die Extrême gauche. Am 12. August 1876 versammelten sich die Mitglieder und verfassten ein Manifest, mit dem sie ihr Programm vorstellten und sich von der gemäßigten Politik Léon Gambettas distanzierten. Das Manifest war unter anderem von Désiré Barodet, Blanc, Georges Clemenceau und Charles Floquet unterzeichnet.
1876 wurde die Fraktion von Georges Clemenceau geleitet. Während der Krise vom 16. Mai 1877 und im Hinblick auf die vorgezogenen Parlamentswahlen schloss sich die Gruppe wieder den republikanischen Fraktionen an und unterstand bis 1881 der Union républicaine. Louis Blanc, der sich zunächst gegen die Idee einer Präsidentschaft ausgesprochen hatte, akzeptierte sie schließlich. Er wurde 1881 in diesem Amt bestätigt und nach seinem Tod von Désiré Barodet abgelöst.
In den folgenden Wahlen von 1877 und 1881 konnte sich die Fraktion mit 80 bzw. 50 Sitzen wieder etablieren. Dabei waren zunächst Doppelmitgliedschaften (vornehmlich mit der Union républicaine) möglich; dies wurde 1881 untersagt, nachdem sich mit der Gauche radicale eine weitere Gruppe gebildet hatte. Danach verblieben lediglich noch um die zwanzig Mitglieder.  1885 gründete die Extrême gauche unter der Führung von Victor Schœlcher auch eine Fraktion im Senat.
Nach den Wahlen von 1885 bildete sich die Fraktion erneut; allerdings entstand nun mit der sozialistischen Groupe ouvrier eine noch weiter links stehende Gruppe. Die Extrême gauche positionierte sich in der Folge klar gegen den aufkommenden Boulangismus und schloss diesem nahestehende Mitglieder aus (was zum Austritt anderer Abgeordneter führte, die sich mit den Ausgeschlossenen solidarisierten).
Im März 1892 wurde die Fraktion unter dem Namen Groupe radical-socialiste (radikal-sozialistischen Fraktion) neu gegründet. Nach den Wahlen von 1893 nahm sie wieder ihren ursprünglichen Namen an und fusionierte 1895 mit der radikal-sozialistischen Fraktion.
Die Extrême gauche gilt als Vorläufer der verschiedenen radikalsozialistischen Gruppierungen und der 1901 gegründeten Parti républicain, radical et radical-socialiste (PRRRS).

## Mitglieder
Zu den bekanntesten Mitgliedern zählen Désiré Bardonet, Louis Blanc, Antide Boyer, Désiré-Magloire Bourneville, Georges Clemenceau, Fernand Crémieux, Frédéric Desmons, Charles Floquet, Alfred Mathieu Giard, Félix Granet, Yves Guyot, Clovis Hugues, Charles-Ange Laisant, Jean-Marie de Lanessan, Victor Leydet, Édouard Lockroy, Alexandre Millerand, Alfred Naquet, Camille Pelletan, Paul Peytral, Stephen Pichon und François-Vincent Raspail.